# المدرسة الرسمية للغات
مدارس اللغات الرسمية (بالإسبانية: Escuelas Oficiales de Idiomas) هي شبكة طنية من مدارس اللغات الممولة من الحكومة في إسبانيا والتي توجد في معظم المدن الكبرى. مكرسة للتدريس المتخصص للغات الحديثة، ليس فقط الإسبانية كلغة ثانية أو أجنبية ولكن أي لغة حديثة تتطلب طلبًا كبيرًا. مدارس اللغات هي مراكز يتم تمويلها وإدارتها من قبل سلطات التعليم الإقليمية في مختلف مجتمعات الحكم الذاتي في إسبانيا، ويتم تأطيرها داخل النظام الخاص غير الجامعي، مما يسهل الوصول المدعوم أو المدعوم من المنح والدعم للمرشحين المناسبين.
ترحب بالطلاب الأجانب من جميع مستويات الكفاءة، ويمكنهم التسجيل محليًا في الأوقات المعلن عنها (عادةً في سبتمبر). ومع ذلك، لضمان تحديد المكان المناسب، غالبًا ما يُطلب من الطلاب المحتملين تقديم أدلة وثائقية على مستوى التحصيل العلمي. يجب أن يكون هذا عادةً شهادة معترف بها في بلدهم الأصلي، ولكن في حالات استثنائية، يمكن أن تكون شهادة من مدرس سابق كافية.

## التاريخ
افتتحت المدرسة الأولى في مدريد عام 1911 تحت اسم المدرسة المركزية للغات، والتي أدرجت منذ البداية الإنجليزية والفرنسية والألمانية في مناهجها.  في تسجيل عام 1911، ظهرت أسماء العديد من الأشخاص البارزين بما في ذلك ماريا دي مايزو ويتني وكلاوديو سانشيز ألبورنوز وكارمن دي بورغوس. تم تقديم دراسة اللغة الإسبانية للأجانب وتعليم اللغة العربية المغربية في العام التالي. بعد ذلك بوقت قصير تمت إضافة الإيطالية والبرتغالية والإسبرانتو. 
تقع هذه المدرسة الأولى في ملكية دوقية مملوكة للكونتيسة مدينا وتوريس، رقم 3 في شارع كويستا دي سانتو دومينغو.  دفعت وزارة التعليم العام آنذاك للكونتيسة ستة آلاف بيزيتا للإيجار، وهو ما يعادل حوالي 20000 يورو في أوائل القرن الحادي والعشرين. 
على الرغم من أن المدرسة كان لديها أعداد متساوية تقريبًا من الطلاب والطالبات في سنواتها الأولى، بعد حوالي عام 1918، بدأ عدد النساء المقيدين في تجاوز عدد الرجال.  ومن الجدير بالذكر أيضًا أنه لم تكن هناك معايير امتحان حتى نهاية العام الرابع.
خلال ديكتاتورية بريمو دي ريفيرا، تم إلحاق المدرسة بجامعة كومبلوتنسي بمدريد، وخلال الحرب الأهلية، تم تعليق الفصول الدراسية.  في عام 1957، تم إدخال دورات اللغة الروسية في المدرسة. روت المعلمة الروسية في ذلك الوقت أنه خلال السنوات الأولى، عادة ما يكون هناك شرطي سري موجود في فصولها، والذي غادر بعد حوالي شهر من بدء الدورة. 
تم تقديم نظام تعليم مجاني الجديد في عام 1960، مما يعني أنه لم يعد يتعين على الطلاب البدء بفئة المبتدئين، ولكن تم منحهم الفرصة لإثبات معرفتهم الموجودة مسبقًا من أجل الوصول الفوري إلى فصول بمستوى كفاءة أعلى.  ساهم هذا الإجراء في زيادة نمو أعداد الطلاب، حيث زاد عدد المعلمين بأكثر من الضعف في عام 1964. 
بسبب الطلب المرتفع، تم افتتاح ثلاث مدارس جديدة في برشلونة وفالنسيا وبلباو على التوالي من عام 1966 إلى عام 1971.  كانت جميع هذه المدارس تسمى مدارس اللغات الرسمية، بمناسبة تاريخ ميلاد شبكة المدارس على مستوى الدولة.
في عام 1965، تم تقديم الصينية. في عام 1968، تم إنشاء أربع مدارس أخرى في أليكانتي وأكورونيا ومالقة وسرقسطة. منذ السبعينيات فصاعدًا، تمت إضافة لغات إسبانية أخرى، مثل الكاتالونية والبلنسية والباسكية والجاليكية. في عام 1982، تم إنشاء أربع مدارس أخرى في بورغوس وسيوداد ريال ومورسيا وسلامنكا، وبذلك يصل إجمالي عدد المؤسسات إلى اثني عشر مؤسسة.
بعد استعادة الديمقراطية في عام 1978، تم نقل اتجاه شبكة المدارس الفردي إلى مختلف إدارات التعليم في مجتمعاتهم المستقلة ذاتيًا،  التي وسعت وطورت الخدمة وفقًا لاحتياجاتهم وسياساتهم الإقليمية المختلفة، مع فقط إطار وطني فضفاض. وقد قيل أن المعايير غير المتسقة الناجمة عن هذا الترتيب أدت إلى أن تصبح شهادات المدارس أقل تنافسية بجانب المعاهد الخاصة والدولية.  ومع ذلك، نمت الشبكة بشكل كبير في العقود التالية، واعتبارًا من 2020 تتكون من أكثر من 300 المدارس الرسمية والفصول الدراسية التابعة لها . 

## التنظيم
في إسبانيا، دراسات مدرسة اللغة الرسمية (EE. OO. II.)، ينظمه القانون الأساسي 2/2006 للتعليم، المرسوم الملكي 806/2006 المؤرخ 30 يونيو، الذي يحدد تطبيق التقويم للتنظيم الجديد لنظام التعليم والمرسوم الملكي 1629/2006، المؤرخ 29 ديسمبر، من خلال تثبيت أساسيات تدريس المناهج للغة المتخصصة التي ينظمها القانون العضوي 2/2006، 3 مايو، التربية. يحل هذا المعيار محل السابق (BOE بتاريخ 10 سبتمبر، الفرز المطابق للمستوى الأول للغة المتخصصة)، بموجب المرسوم الملكي 1523/1989 المؤرخ 1 ديسمبر (BOE المؤرخ 18 ديسمبر، المستوى الأول الأدنى لمتخصص تدريس اللغات الأجنبية) المرسوم الملكي 47/1992 (الحد الأدنى من محتوى المستوى الأول من اللغات الإسبانية). وذكروا أن كل دراسة لغوية تم تقسيمها إلى دورتين:
- دورة العناصر (3 دورات، 120 ساعة على الأقل لكل منها).
- دورة متفوقة (دورتان، 120 ساعة كحد أدنى لكل منهما).

القانون الأساسي 2/2006 للتعليم (LOE) يعدل هذا الوضع، ويتكيف مع المخطط الحالي من ثلاثة مستويات:
- المستوى الأساسي (ما يعادل A2 للإطار الأوروبي المرجعي المشترك)
- متوسط (ما يعادل B1 للإطار الأوروبي المرجعي المشترك)
- المستوى المتقدم (ما يعادل B2 من الإطار الأوروبي المرجعي الموحد)

من الناحية العملية، أنشأت بعض المناطق (الأندلس وكتالونيا ونافارا) مناهج دراسية مدتها خمس سنوات لنقل تعاليم المستويات الثلاثة، بينما اختارت مناطق أخرى خطط المجتمعات لمدة ست سنوات، مع سنتين في كل مستوى. نفس القانون يساوي الشهادة القديمة بشهادة المرحلة الابتدائية المتوسطة وشهادة الكفاءة القديمة بشهادة المستوى المتقدم الجديدة.
كما قامت بعض المناطق، مثل لاريوخا وجزر البليار، بتنفيذ المستويين C1 و C2 في بعض اللغات.
قد تتغير أسماء المستويات بعد القانون الأساسي للتعليم الذي تم تمريره مؤخرًا. تتبع المدارس في جميع أنحاء إسبانيا في مناهجها الأوصاف التي قدمها الإطار الأوروبي للغات وتدرس من A1 إلى B2 أو حتى C1 أو C2.

## عدد المدارس

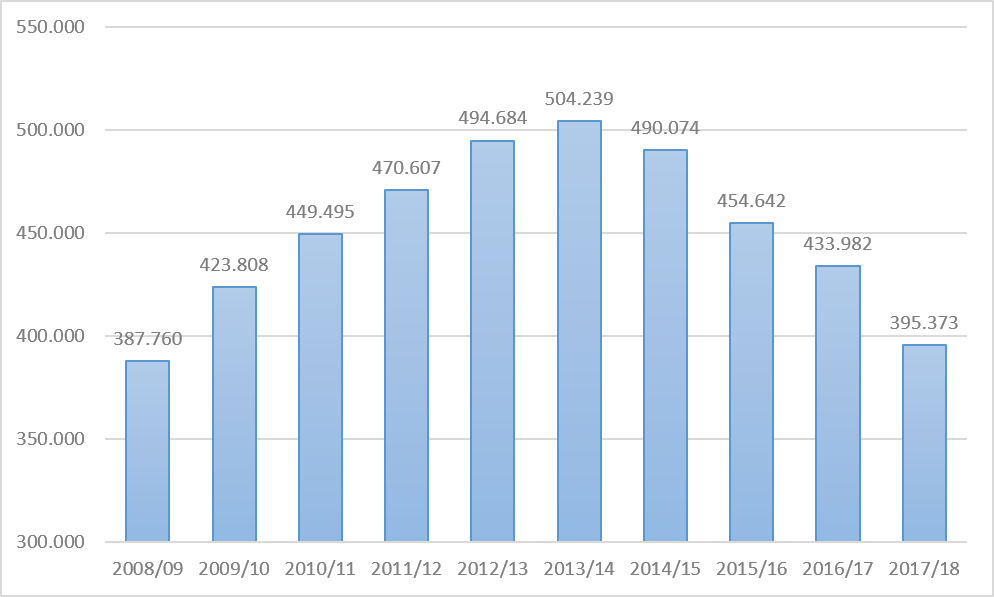
تطور أعداد الطلاب في مدارس اللغات الإسبانية من الدورة 2008/09 إلى الدورة 2017/18.

تعتمد المدارس على كل منطقة ذاتية. بلغ عدد المدارس في كل منطقة حتى عام 2020 على النحو التالي:
- الأندلس (52) [10] [11]
- أراغون (12) [12]
- أستورياس (8) [13]
- كانتابريا (3) [14]
- كاستيلا لا مانشا (13 مع 4 ملحقات) [15]
- كاستيلا ليون (14) [16]
- كاتالونيا (45) [17]
- سبتة ومليلية (1 لكل منهما) [18] [19]
- إكستريمادورا (9) [20]
- غاليسيا (11) [21]
- مدريد (30 مع 5 تمديدات) [22]
- مرسية (5 مع 3 ملحقات) [23]
- نافارا (3) [24]
- فالنسيا (24) [25]
- جزر البليار (6 مع 3 ملحقات) [26]
- جزر الكناري (22) [27]
- بيس فاسكو (15) [28]
- لاريوخا (3 مع 4 ملحقات) [29]

## المتطلبات الأساسية
الشرط المسبق للدخول إلى إحدى المدارس هو إكمال أول دورتين من التعليم الثانوي في إسبانيا أو ما يعادلها في الخارج. إسبانيا هي الدولة الوحيدة في الاتحاد الأوروبي التي تقدم هذا النوع من التعليم العام وتصدر شهادات رسمية لها.

## المواضيع
تختلف اللغات الـ 22  المقدمة حسب حجم المدرسة. تحتوي العديد من المدارس الصغيرة على دورات باللغات الإنجليزية والفرنسية والألمانية فقط، على الرغم من تقديم الإيطالية والبرتغالية بشكل متكرر. عادة ما يتم تدريس اللغات الإقليمية مثل الكاتالونية أو الجاليكية فقط في مجتمعاتهم. 
- العربىة
- الكاتالونية
- الصينية
- دانماركية
- هولندية
- الإنجليزية (أمريكا الشمالية والبريطانية)
- بشكنشية
- الفنلندية
- فرنسية
- الغاليسية
- ألمانية
- اليونانية
- أيرلندية
- إيطالية
- اليابانية
- الكورية
- البولندية
- البرتغالية
- رومانية
- الروسية
- الإسبانية للأجانب
- السويدية

كما تقدم بعض المدارس دورات وبرامج صيفية متخصصة في الترجمة أو الكتابة أو الأعمال أو القانون.

## فهرس
- Cuenca Ballesteros, Pedro (2017). La Ley Moyano y las Escuelas Oficiales de Idiomas (بالإسبانية). Zaragoza: Universidad de Zaragoza. ISBN:978-84-16935-01-7. Archived from the original on 2020-07-21.
- Nistal Ramón, Teresa; Yuste López, Noemí (2016). Fondos de la Escuela Central de Idiomas en el Archivo Central de la Secretaría de Estado de Educación (1945-1970) (PDF) (بالإسبانية). Archivo Central de la Secretaría de Estado de Educación. Archived (PDF) from the original on 2020-07-21.
- Rodríguez Rubio, Raquel Eugenia (2016). Historia de las Escuelas Oficiales de Idiomas bajo el prisma de su legislación (PDF) (Thesis) (بالإسبانية). Universidad de Alcalá.[وصلة مكسورة]

## روابط خارجية
- educationacionyfp.gob.es معلومات وأخبار بخصوص Escuelas Oficiales de Idiomas (بالإسبانية)
- EOI Jesus Maestro، Madrid